# Sonnenberg (Grambow)
Sonnenberg ist ein Ortsteil der Gemeinde Grambow des Amtes Löcknitz-Penkun im Landkreis Vorpommern-Greifswald in Mecklenburg-Vorpommern.

## Geographie
Der Ort liegt drei Kilometer südwestlich von Grambow. Die Nachbarorte sind Stadtberg im Norden, Grambow im Nordosten, Schwennenz im Osten, Lebehn im Südosten, Glasow im Südwesten sowie Retzin und Ramin im Nordwesten.

## Im Ort geboren
- Reinhart Zarneckow (* 1943), deutscher Jurist und Politiker